# 厚萼紫珠
厚萼紫珠（学名：Callicarpa hungtaii）为马鞭草科紫珠属的植物，为中国的特有植物。分布于中国大陆的广东等地，一般生于山坡路旁荫湿的密林中，目前尚未由人工引种栽培。